# KSI
Olajide William Olayinka „JJ“ Olatunji (*19. června 1993 Londýn), znám jako KSI, zkrácená verze jeho internetové přezdívky KSIOlajideBT, je britský youtuber, internetová osobnost, herec, rapper a profesionální boxer.
Olatunjiho hlavní YouTube kanál KSI nahromadil více než 6 miliard zhlédnutí a 24 milionů odběratelů, což tento kanál v současné době dělá 236. nejodebíranějším youtubovým kanálem. Olatunji se stal známým i jeho hudbou; vydal své debutové EP, Keep Up, v roce 2016, dosáhlo 1. místa na UK R&B Albums Chart a dostalo se na žebříček i v dalších zemích. Po vydání třech dalších EP a singlů, Olatunji vydal společné album s Randolphem, New Age, v roce 2019.

## Dětství a osobní život
Olatunji se narodil v Londýně, ale vyrůstal ve Watford, Hertfordshire. Olatunji chodil do Berkhamsted School společně s členem Sidemen, Simonem Minterem. Jeho rodiče jsou nigerijského původu.
Olatunjiho mladší bratr, Deji Olatunji, je také velmi známý YouTuber, který byl znám jako ComedyShortsGamer až do srpna 2018, kdy se rozhodl přejít zpět ke svému opravdovému jménu. Bratři se umístili v „UK’s Most Influential YouTube Creators“ od Tubular Labs v roce 2015, kde Olatunji skončil první a Deji druhý.
Koncem listopadu 2018 bylo odhaleno, že jsou mezi Olatunjim a Dejim spory, které začaly, když Deji dal na veřejnost Olatunjiho bankovní výpisy během diss tracku na YouTubera a přítele Olatunjiho, Randolpha. Olatunji později odsoudil Dejiho jednání, když reagoval na diss track, a také byl zklamán z jeho rodičů, že povolili zveřejnění jeho finančních záznamů. Začátkem ledna 2019 se Deji omluvil bratrovi za jeho spontánní a ukvapené chování. Avšak v květnu 2019, kdy Deji opět zveřejnil svůj diss track, Olatunji na Twitteru oznámil, že „už ho má dost“. Deji později obvinil Olatunjiho z roků mentálního a fyzického týrání.

## YouTube kariéra

### 2008-2013: Začátky, kontroverze, aFIFAvidea

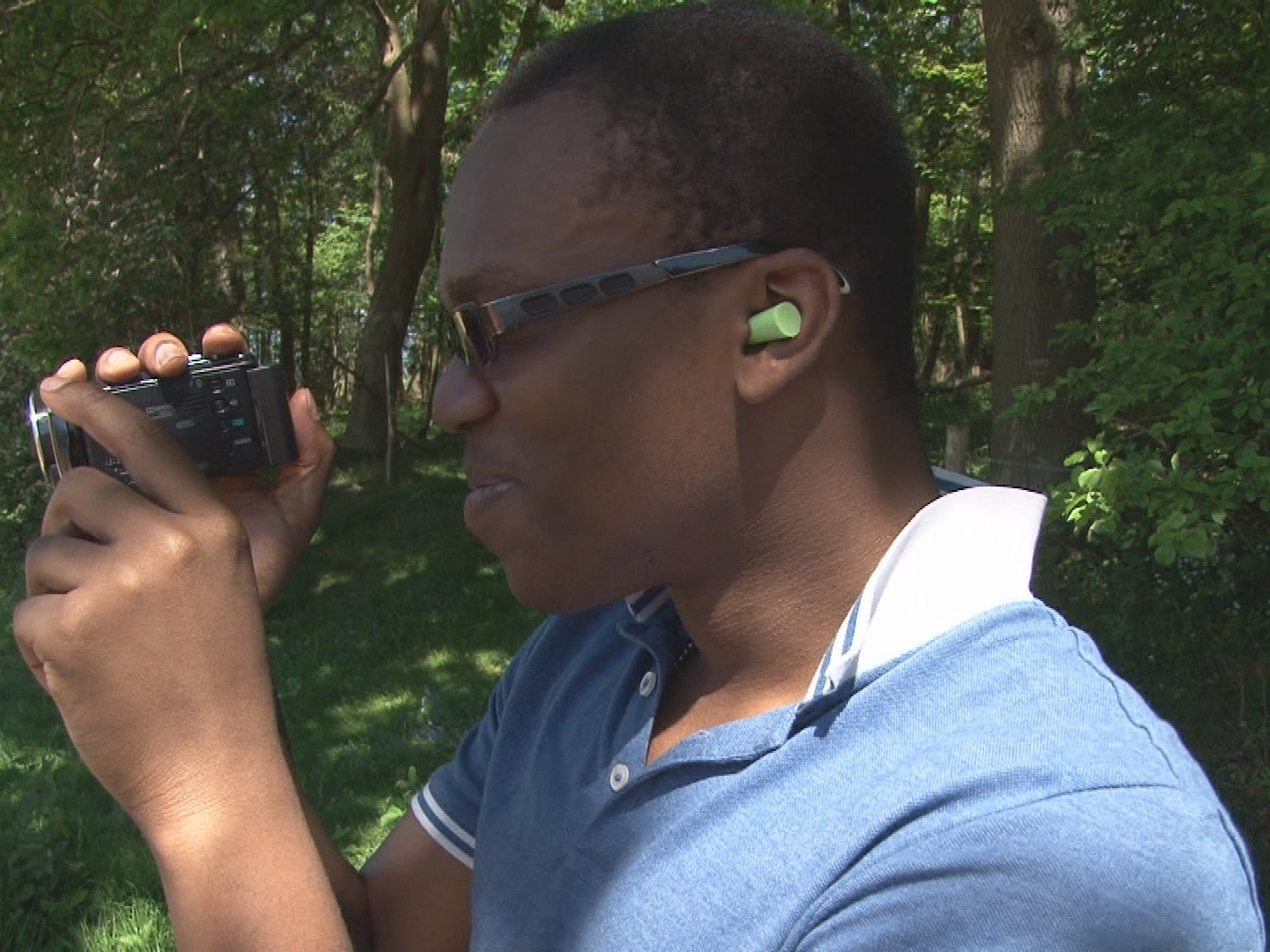
Olatunji při natáčení videa v roce 2012

Před vytvořením jeho současného hlavního kanálu, Olatunji měl YouTube kanál s názvem JideJunior, který vytvořil 24. dubna 2008. Olatunji zahájil svůj současný YouTube kanál 24. července 2009 videem o videoherní sérii FIFA. Podle jeho webové stránky ho YouTubeři jako Weepeler a Hjerpseth inspirovali, aby začal svou YouTube kariéru. Jeho hlavní kanál byl dříve zaměřen na fotbal a FIFA, i když hrál hry jako Grand Theft Auto V a další počítačové modifikace na jeho druhém kanálu (KSIOlajidebtHD)
Olatunji byl středem kontroverze po jeho jednání v Eurogamer akci roku 2012, vyvýšeny po tom, co se objevil na Xbox One launch party v Londýně. Z důvodu kontroverze, kvůli sexuálnímu obtěžování účastníků akce, Microsoft přerušil všechny vazby s Olatunjim a dostal doživotní zákaz z Eurogamer Expo. Zpráva od Olatunjiho manažera uvedla : „Sexismus není něco, co toleruje, nebo s čím chce souviset. Chtěl by se omluvit za jakékoliv urážky, které 15 měsíců staré video mohlo způsobilo za tu krátkou chvíli, co bylo na jeho YouTube kanálu. V posledních měsících se aktivně vyhýbá určité tvorbě, která byla viděna v daleké minulosti a chtěl by být posuzován za dobrou tvorbu a hodnotu, kterou dává značkám a partnerům, bez kontroverze.“
V únoru 2013, se Olatunji objevil ve videu „KSI VS FIFA // The Record Slam“ od GWRomg ve kterém překonal bývalý světový rekord za 'nejvíce gólů skórováno proti počítači'. Bývalý rekord 110 gólů překonal 190 góly. Tím pádem se jeho jméno objevilo ve Guinness World Records Gamer's Edition (2013). Po tom, co porazil spoluzakladatele Virgin Gaming Zacha Zeldina ve videohře FIFA, Olatunji navštívil Las Vegas, kde diskutoval o zahájení YouTube projektu o placení odebírání kanálů. V říjnu 2013 Olatunji podepsal smlouvu s Maker Studios' (teď DNN) sub-network, Polaris.

### 2013-2017: Rozšíření tvorby
19. října 2013, Olatunji a čtyři další YouTubeři utvořili skupinu jménem the Ultimate Sidemen (později jen Sidemen) vytvořením Rockstar Games Social Club skupiny stejného jména v Grand Theft Auto Online. Skupina se nejprve skládala z něho, Ethan Payne (Behzinga), Simon Minter (Miniminter), Josh Bradley (Zerkaa) a Tobi Brown (TBJZL). Skupina se rozhodla přidat šestého člena Vikram Barn, známého jako Vikkstar123, následující měsíc. Skupina poté přidala sedmého člena, Harry Lewis (wroetoshaw či „W2S“ zkráceně), v roce 2014.
V roce 2015, Olatunji vydal knihu nazvanou KSI: I Am a Bellend, zvaná KSI: I Am a Tool ve Spojených státech. V knize se mluví o jeho historii a kontroverzích na YouTube. Kniha byla vydána 24. září 2015 ve Spojeném království a o pět dní později ve Spojených státech. Olatunji udělal turné podporující jeho knihu, které začalo 24. září 2015 a skončilo 4. října 2015.

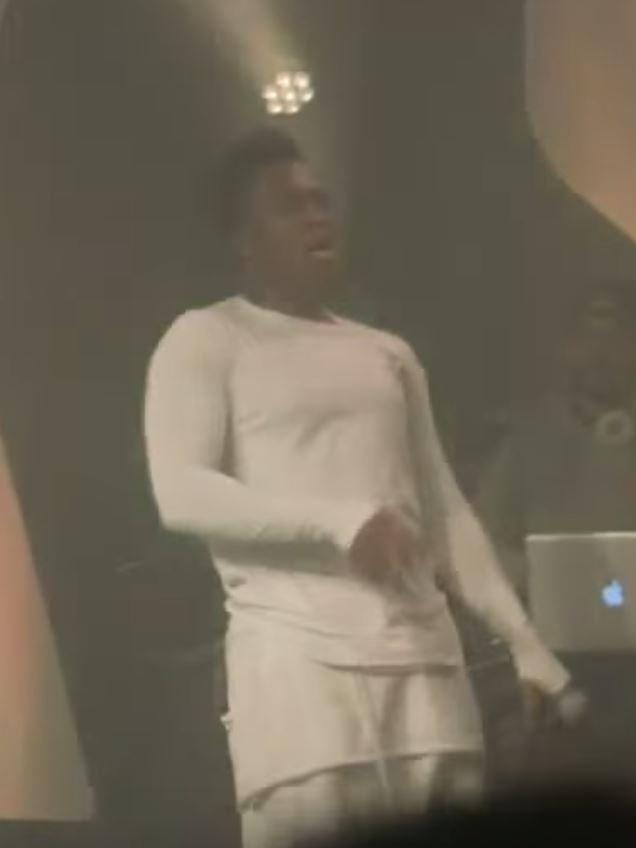
Olatunji při vystupování v roce 2016

Začátkem 2017, Olatunji přestal vydávat videa na YouTube. V červenci vydal video, kde uvedl že je nespokojen se směrem, kterým se YouTube nejspíše vydává. 4. srpna 2017, Olatunji tweetnul, že bude opouštět skupinu Sidemen kvůli vnitřním konfliktům s členem Sidemen Ethan Paynem. Chvíli nato vydal několik diss tracků, ve kterých kritizoval členy Sidemen. Většina členů odpověděla svými diss tracky.
15. srpna 2017, Olatunji vydal video ve kterém tvrdil, že bude deportován ze Spojených států (jelikož v té době pobýval v Los Angeles) kvůli obdržení nesprávného víza. Olatunji se proto vrátil zpět do „Sidemen vily“, kterou on a někteří z nich spoluvlastnili, jinak se ale ke skupině nevrátil. Avšak dalším měsícem se oficiálně vrátil k Sidemen. Toto vedlo k obvinění, že skupina předstírala své konflikty pro zhlédnutí, jelikož Olatunji a další členové Sidemen získali obrovský počet zhlédnutí a odběratelů poté, co vydali své diss tracky.
Zejména YouTuber Joe Weller vydal svůj diss track, ve kterém kritizuje Olatunjiho a Sidemen z předstírání „Sidemen války“, což vedlo k útokům mezi Olatunjim A Wellerem na Twitteru. Toto vedlo k oznámení na každoroční akci Upload (kterou Olantuji a někteří členové Sidemen založili), že sobě budou čelit v boxerském zápase 3. února 2018 v Copper Box Arena v Londýně. Během oznámení se Youtubeři slovně a fyzicky konfrontovali, a Olatunji si dělal legraci z Wellerovo problémů s depresemi. Oba vydali videa po ohlášení zápasu, ve kterém se Olatunji omluvil za jeho poznámky.
V listopadu 2017, Olatunji vydal video, ve kterém diskutoval, zda byl jeho údajný boj se Sidemen opravdový či falešný. Odpověděl, že „drama nebylo úplně opravdové, ale nebylo ani úplně falešné.“

### 2018-současnost: YouTube boxování

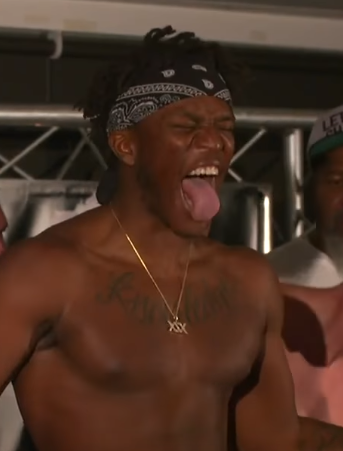
KSI při vážení před jeho amatérským zápasem s Logan Paulem v srpnu 2018

3. února 2018, Olatunji soupeřil v jeho prvním bílým límcovým amatérským boxerským zápasem proti YouTuberovi Joe Wellerovi v Copper Box Arena v Hackney Wick, Londýn. Zápas, zvaný KSI vs. Joe Weller, vyhrál Olatunji za 1 minutu a 30 sekund ve třetím kole TKO (technický KO). Olatunji byl oceněn YouTube Boxing Championship Belt. Na YouTube zápas dosáhl živě 1.6 milionů diváků. 21 milionů zhlédnutí v prvním dnu a přes 25 milionů za pár dnů, což z toho dělá největším bílým límcovým boxerským zápasem v historii.
Olatunji projevil respekt k Joe Wellerovi po zápase za to, že byl: „mnohem obtížnější, mnohem tvrdší než jsem si myslel“ a chválil ho za jeho odhodlání pro zvýšení povědomí o problémech s duševním zdravím. Poté vyzval americkou internetovou osobnost Logan Paula, jeho bratra Jake Paula a bývalého fotbalistu Rio Ferdinanda.

#### KSI vs. Logan Paul
O víkendu 24. února 2018, bylo oznámeno, že bratři Paulovy budou zápasit s bratry Olatunji v boxerském zápasu. Zápasy byly rozděleny podle věku (starší bratři KSI vs. Logan Paul v jednom zápase a mladší bratři Deji vs. Jake Paul v druhém) Jeden porotce se rozhodl ve prospěch Olatunjiho a dva porotci se rozhodli pro remízu, což znamenalo většinovou remízu. Zápas je označován jako „největší událost v historii YouTube“ a „největší amatérský boxerský zápas“.

#### KSI vs. Logan Paul II
3. září 2019 byla mezi Olatunjim a Loganem Paulem oznámena odveta. Zápas se bude odehrávat 9. listopadu 2019 v Staples Center, Los Angeles a bude ho podporovat a propagovat Eddie Hearn. Na rozdíl od minulého zápasu bude odveta profesionální zápas a bez chráničů na hlavu. Menší zápasy se budou skládat z profesionálních boxerů, včetně Devina Haneyho a Billy Joe Saunderse.
Po šesti kolech, boj vyústil v vítězství split rozhodnutí pro KSI, se dvěma rozhodčími skóroval 57 - 54 a 56 - 55 ve prospěch KSI, a třetí bodoval to 56 - 55 ve prospěch Paula. Paul a KSI potřásli rukama a sdíleli objetí po boji, přičemž oba si navzájem respektovali, ačkoli Paul uvedl, že má v úmyslu napadnout provizi za bodový odpočet za jeho nezákonné údery, přičemž uvedl, že nezpochybňuje to, co se stalo, ale myslel si, že zasloužilo si jen varování.

## Hudební kariéra

### 2011-2014: Komediální hudba
V roce 2011 se Olatunji dostal do hudby, především jako rapper. Začal společně s YouTuberem Randolphem, vydal „Heskey Time“, což je rapová písnička o fotbalistovi Emile Heskeymu, která byla uvedena na iTunes těsně před Vánoci v roce 2011. Video ukazuje, jak Heskey neproměnil několik šancí ve hře FIFA. Po tom, co měl "Heskey Time" takový úspěch, Olatunji se začal věnovat videosérii „Football Rap Battles“, ve které on a Randolph hráli slavné postavy z fotbalového světa. Přestože to začalo rapem, ve kterém byly fotbalové hvězdy jako Mario Balotelli a kluboví manažeři jako Sir Alex Ferguson, v jednom je Olatunji jako on proti Robin van Persiemu, kde naráží na Persieho ostrý přechod z Arsenalu k rivalskému Manchester United. Objevil se také v hudebních klipech s Droidekou, režíroval a byl v hudebním klipu v Droidekově písničce „Get Hyper“. Spolupracoval i s londýnským rapperem Swayem, se kterým vydal dvě skladby.

### 2015-2018:Keep Upa nahrávací společnosti
Olatunji jako sólo umělec vydal svůj debutový singl 23. března 2015 nazvaný „Lamborghini“ ve kterém je i známý britský rapper P Money. Písnička byla vydána pod Swayovo nahrávací společnost Dcypha Productions. 29. října 2015, Olatunji oznámil své debutové EP, Keep Up. Titulní skladba EP, obsahující i velmi známého britského rappera a jeho přítele Jme, byla vydána jako první singl 13. listopadu 2015 společně s hudebním klipem vydaným dva dny poté. Keep Up bylo vydáno 8. ledna 2016 od Island Records a umístilo se na 13. místo na UK Albums Chart a na první místo na UK R&B Albums Chart.
29. dubna 2016, Olatunji vydal písničku s názvem „Goes Off“ s Mista Silvou. Písnička byla vydána jako první singl Olatunjiho druhého EP, Jump Around. Olatunji 29. července vydal i druhý singl z jeho EP, "Friends With Benefits", který obsahuje nizozemskou hudební skupinu MNDM. Titulní skladba EP, obsahující Waka Flocka Flama, byla vydána jako třetí singl 16. září. Jump Around bylo později vydáno 28. října 2016 Island Records.
Poté, co si vzal čtyřměsíční pauzu od YouTube, Olatunji vydal písničku nazvanou, „Creature“ 23. června 2017. Písnička byla vydána jako singl pro jeho třetí EP, Space, které bylo nezávisle vydáno 30. června. Olatunji pak vydal svoje čtvrté EP, Disstracktions, o tři měsíce později 29. září 2017. Disstracktions se později umístilo na 31. místo v UK Albums Chart a na první místo v UK R&B Albums Chart.

### 2019:New Age
28. února 2019, Olatunji oznámil na jednom z jeho YouTube videí, že bude vydávat společné album s Randolphem, New Age, s turné ve kterém bude propagovat album. Album bylo podpořeno třemi singly s Randolphem: „Slow Motion“, „Beerus“ a „Red Alert“. New Age bylo nezávisle vydáno 12. dubna 2019 a objevili se tam také Talia Mar, Jme a Quadeca. Album se dostalo na 17. místo v UK Albums Chart a na první místo v UK R&B Albums Chart.

## Ocenění a nominace
| Rok  | Ocenění   | Kategorie    | Příjemce | Výsledek  |
| ---- | --------- | ------------ | -------- | --------- |
| 2016 | NME Award | Vlogger roku | On       | vítězství |

## Diskografie
Alba
- Dissimulation (2020)
- All Over The Place (2021)

### Společná alba
- New Age (s Randolphem) (2019)

### EP
- Keep Up (2016)
- Jump Around (2016)
- Space (2017)
- Disstracktions (2017)

## Filmografie
| Název           | Rok  | Role   | Poznámky    |
| --------------- | ---- | ------ | ----------- |
| Laid in America | 2016 | Duncan | Hlavní role |
| Can't Lose      | 2018 | On     | Dokument    |